# Alfons Klafkowski
Alfons Klafkowski (ur. 2 sierpnia 1912 w Poznaniu, zm. 10 lipca 1992 tamże) – polski prawnik i polityk, poseł na Sejm PRL VI i VIII kadencji (1972–1976, 1980–1984), członek Rady Państwa (1982–1985), prezes Trybunału Konstytucyjnego w latach 1985–1989.

## Życiorys
Ukończył studia na Uniwersytecie Poznańskim (1935), w 1956 uzyskał tytuł profesora nadzwyczajnego, w 1962 profesora zwyczajnego nauk prawnych. Bezpartyjny, należał do Stowarzyszenia „Pax”.
Od 1945 pracownik naukowo-dydaktyczny Uniwersytetu Poznańskiego, był m.in. kierownikiem Katedry Prawa Międzynarodowego Publicznego (1950–1968), prodziekanem (1950–1952) i dziekanem (1952–1955) Wydziału Prawa, rektorem (1956–1962), kierownikiem Instytutu Nauk Prawno-Ustrojowych (1968–1978).
W latach 1972–1976 i 1980–1985 był posłem na Sejm PRL VI i VIII kadencji. Od 1982 do 1985 był członkiem Rady Państwa, a od 1 grudnia 1985 do 1 grudnia 1989 sprawował, jako pierwszy, funkcję prezesa Trybunału Konstytucyjnego. W 1983 wybrany w skład Rady Krajowej Patriotycznego Ruchu Odrodzenia Narodowego i Zarządu Głównego Towarzystwa Przyjaźni Polsko-Radzieckiej.
13 kwietnia 1989 został przewodniczącym Państwowej Komisji Wyborczej i był nim w trakcie wyborów 4 czerwca.
W 1973 otrzymał tytuł doktora honoris causa Uniwersytetu Mikołaja Kopernika w Toruniu, a w 1991 Uniwersytetu Wrocławskiego.
Był odznaczony m.in. Krzyżem Komandorskim z Gwiazdą, Komandorskim (1964) i Kawalerskim (1956) Orderu Odrodzenia Polski, Orderem Sztandaru Pracy I klasy oraz Medalem „Za zasługi dla obronności kraju”. W 1976 laureat Nagrody Państwowej I stopnia.
Współzałożyciel Instytutu Zachodniego, członek Polskiego Instytutu Spraw Międzynarodowych. Autor wielu publikacji z dziedziny prawa międzynarodowego publicznego, m.in. Problematyka indywidualnych odszkodowań wojennych w związku z II wojną światową (Poznań 1991). Wśród wypromowanych przez niego doktorów był m.in. Jan Kulczyk.
Zmarł 10 lipca 1992 w Poznaniu, gdzie został pochowany na Cmentarzu Junikowskim.

## Współpraca ze Służbą Bezpieczeństwa PRL
Według materiałów zgromadzonych w archiwum Instytutu Pamięci Narodowej był w latach 1953–1971 agentem-informatorem (tajnym współpracownikiem) Służby Bezpieczeństwa PRL o pseudonimie „Alfa”.

## Upamiętnienie
W 2004 ukazała się książka Tadeusza Gadkowskiego i Jerzego Tyranowskiego w serii: „Magistri Nostri. Profesorowie Wydziału Prawa Poznańskiego Uniwersytetu” Alfons Klafkowski – prawnik internacjonalista poświęcona pamięci profesora.

W pamięci uczniów i współpracowników Profesor pozostaje i pozostanie jako szczególnie życzliwy opiekun i przełożony, jako wybitny uczony o niezwykle bogatym dorobku naukowym, jako współtwórca poznańskiej szkoły badań niemcoznawczych. W pamięci całego środowiska uniwersyteckiego pozostanie prof. Alfons Klafkowski jako dynamiczny i skuteczny w swoich działaniach rektor i dziekan, który nie unikał odpowiedzialności za swoje często kontrowersyjne decyzje, którym zawsze jednak przyświecało dobro Uniwersytetu; w pamięci potomnych – jako wzór uczonego w służbie narodu i państwa.